# Глинка, Петер
Петер Глинка (словац. Peter Hlinka; род. 5 декабря 1978, Прешов) — словацкий футболист, полузащитник; тренер.

## Карьера

### Клубная
Воспитанник футбольной школы клуба «Татран» из родного Прешова, выступал за основной состав этой команды с 1996 по 2001 год. В 2001 году переехал в Австрию. Начал выступления в Австрии в составе команды «Штурм», отыграв один год в Бундеслиге. Затем выступал за команду «Шварц-Вайсс» из Брегенца и за венский «Рапид». Высшим достижением в составе «фиолетовых» для Глинки стало чемпионство 2004/05 и выход в групповой этап Лиги чемпионов 2005/06.
В мае 2007 года Петер перешёл в состав команды Второй лиги «Аугсбург», а перед сезоном 2008/09 он вернулся в состав «Штурма», в котором выступал до 2010 года. От предложения клуба продлить контракт Глинка категорически отказался, а по окончании сезона перешёл в стан прямых конкурентов из венской «Аустрии».

### В сборной
В 1998—2000 годах выступал за молодёжную сборную Словакии, с которой занял второе место на чемпионате Европы 2000 года и пробился на Олимпиаду в Сидней (был включён в заявку). За основную сборную провёл 28 игр, единственный гол забил 8 октября 2005 года в ворота сборной Эстонии.

## Достижения
- Чемпион Австрии: 2004/05
- Участник Лиги чемпионов: 2005/06
- Участник Лиги Европы: 2009/10
- Финалист Кубка Словакии: 1996/97